# Muddy Waters
Muddy Waters, pseudonimo di McKinley Morganfield (Rolling Fork, 4 aprile 1913 – Westmont, 30 aprile 1983), è stato un cantautore e chitarrista statunitense, generalmente considerato "il padre del blues di Chicago". È anche il padre dei musicisti blues Big Bill Morganfield e Mud Morganfield.
Considerato uno dei più grandi bluesmen di tutti i tempi nonché uno degli artisti più influenti del ventesimo secolo, Muddy Waters è stato d'ispirazione per l'esplosione della musica beat britannica degli anni sessanta e punto di riferimento per gruppi come Rolling Stones e Yardbirds.
Muddy Waters è stato posizionato al 49º posto nella lista dei 100 migliori chitarristi di tutti i tempi stilata dalla rivista Rolling Stone.
La sua vita e quella della casa discografica Chess sono state raccontate nel film del 2008 Cadillac Records.

## Biografia
Venne soprannominato fin da bambino Muddy Waters ("acque fangose") dalla nonna per via della sua abitudine di sguazzare nel fango in riva al Mississippi. Suo padre, Ollie Morganfield, era un contadino e un musicista; sua madre, Berta Jones, morì quando Muddy Waters aveva appena tre anni, lasciando ben dieci figli. In seguito alla morte della madre, Muddy seguì la nonna a Clarksdale. Qui, all'età di nove anni iniziò a suonare l'armonica e a sedici la chitarra.
Nonostante guadagnasse qualche centesimo suonando a feste e pic-nic nei dintorni di Clarksdale, lavorava, come la maggior parte dei neri del Sud, come raccoglitore nei campi di cotone dei bianchi.
Son Slims, violinista e chitarrista, fu uno dei suoi primi maestri e con lui nel 1942 fece la sua prima registrazione per l'esperto in folklore Alan Lomax. Per un certo periodo gestì un  juke joint, una sorta di locale improvvisato dove si praticava il gioco d'azzardo e si poteva ascoltare la musica di un jukebox, o lo stesso Muddy che si esibiva dal vivo.
Le sue prime registrazioni non vennero pubblicate (uscirono solo decenni dopo), e Muddy Waters decise di andare a cercar fortuna a Chicago, dove il blues stava ormai dilagando. Arrivato nella maggiore città dell'Illinois, lavorava di giorno come autista e di sera suonava nei bar e in piccoli club. Fece così conoscenza con Sonny Boy Williamson e Tampa Red.
Trovò presto un contratto con la casa discografica blues Aristocrat Records, fondata nel 1947 da Charles ed Evelyn Aron in società con Fred and Mildred Brount; l'etichetta venne poi rilevata dai fratelli Leonard e Phil Chess, che nel 1950 le cambiarono il nome in Chess Records; in seguito per l'etichetta avrebbero firmato bluesmen come Little Walter, Howlin' Wolf e Chuck Berry.

### Il successo

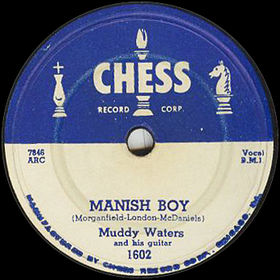
Mannish Boy

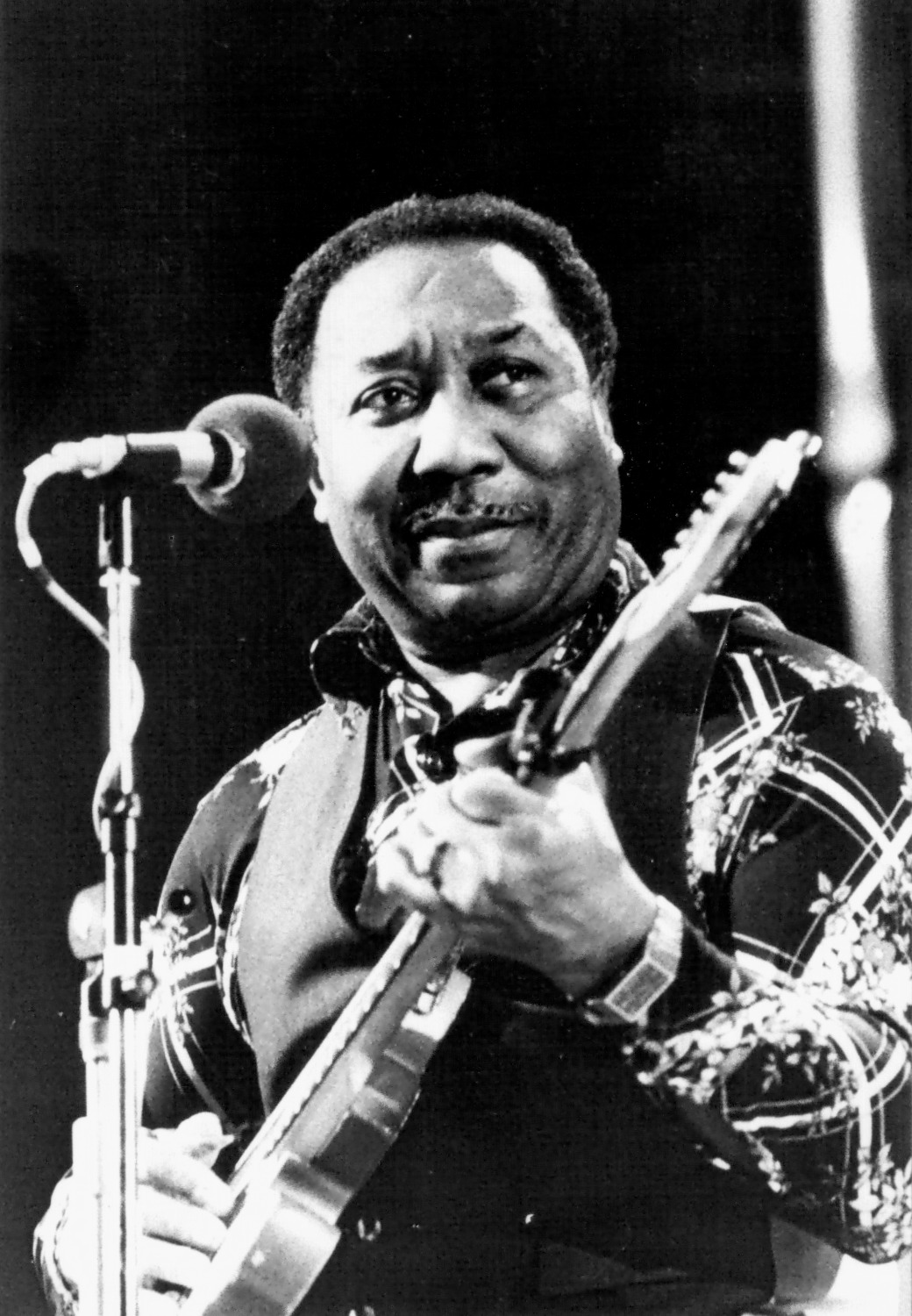
Muddy Waters nel novembre 1976

Inizialmente, i fratelli Leonard e Phil Chess – fondatori dell'omonima casa discografica – non permisero a Muddy di farsi accompagnare dalla propria band nelle registrazioni in studio; difatti, nei primi dischi pubblicati per la Chess Records, è Ernest "Big" Crawford al contrabbasso ad accompagnare Waters alla chitarra elettrica. Dopo qualche anno, Chess cambiò idea, e nel settembre del 1953 registrò per la prima volta Muddy Waters e l'intera band. Quest'ultima rimane una delle formazioni più acclamate e influenti della storia del blues: Little Walter all'armonica, Jimmie Rogers alla chitarra, Elga Edmonds (noto anche come Elgin Evans) alla batteria e Otis Spann al piano. La band, durante tutti gli anni cinquanta, registrò una serie di classici passati alla storia del genere, con l'aiuto del bassista/cantautore Willie Dixon, che per loro compose classici come Hoochie Coochie Man (Numero 8 nella classifica dei singoli R&B più venduti), I Just Want to Make Love to You (Numero 4), e I'm Ready. Secondo il critico di Rolling Stone Robert Palmer, queste tre canzoni rimangono il cavallo di battaglia della band. Muddy Waters, insieme all'armonicista Little Walter e al bluesman/band leader Howlin' Wolf, regnò su tutta la scena blues di Chicago dei primi anni cinquanta; la sua band fu riconosciuta da molti come la migliore del periodo. Mentre Little Walter, sebbene nel 1952 avesse iniziato una carriera solista, continuò a collaborare con Waters per tutto il decennio; Muddy sviluppò invece, nei confronti di Howlin' Wolf, una sorta di rispettosa rivalità. Altri successi della band di Muddy Waters furono Mannish Boy e Sugar Sweet nel 1955, seguite dalle hit Trouble No More, Forty Days & Forty Nights e Don't Go No Farther nel 1956.
Nel 1958, Muddy Waters si esibì in Inghilterra, e fece scalpore grazie al suo sound elettrico, potente e folgorante. La popolazione inglese, abituata al folk/blues di Sonny Terry, Brownie McGhee e Big Bill Broonzy, rimase profondamente colpita da Waters e dalla sua band; la loro esibizione alimentò in loro il rispetto per un genere come il blues. Al Jazz Festival di Newport del 1960, Muddy Waters tenne una storica performance che fu registrata e pubblicata in un LP dal titolo At Newport 1960.
Dopo il grande successo riscosso in patria dalla sua ultima grande hit, I'm Ready del 1956, per la maggior parte della restante carriera Muddy Waters registrò soprattutto album, come Brass and the Blues o Electric Mud. Nel 1967 collaborò con Bo Diddley, Little Walter e Howlin' Wolf, registrando con loro alcuni album. Nel 1972 tornò in Inghilterra, e registrò le London Muddy Waters Sessions con Rory Gallagher, Steve Winwood, Rick Grech e Mitch Mitchell.

### Morte
Muddy Waters morì nel sonno il 30 aprile 1983 nella sua casa di Westmont, poche settimane dopo il suo 70º compleanno. Al suo funerale, una folla di musicisti blues e fan rese omaggio a una delle forme d'arte più genuine.
Due anni dopo la sua morte, la città di Chicago onorò il suo ricordo rinominando una parte della 43rd Street in "Honorary Muddy Waters Drive", laddove un tempo egli aveva abitato.
A proposito della morte di Muddy Waters, B.B. King dichiarò a Guitar World: «Dovranno passare anni e anni prima che la maggior parte della gente comprenda quanto è stato grandioso per la storia della musica americana».

## Influenza culturale
Muddy Waters ebbe una profonda influenza su molti generi musicali: blues, rhythm blues, rock 'n' roll, hard rock, folk, jazz e country. Aiutò inoltre Chuck Berry ad ottenere il suo primo contratto, presentandolo a Chess.
Il suo tour del 1958 in Inghilterra portò la popolazione a conoscere il moderno blues urbano, le sue esibizioni furono le uniche a godere di un'amplificazione, creando un sound elettrico mai udito prima; l'impatto fu talmente devastante che un critico, trovando la band troppo rumorosa, si chiuse in bagno per scrivere la propria recensione. Il suo uso dell'amplificazione fu descritto come l'anello mancante tra il Delta Blues e il Rock 'n' Roll.
La rivista Rolling Stone prese il proprio nome dall'omonimo brano di Waters del 1950, così come il gruppo dei Rolling Stones, che fu profondamente influenzato dalla musica di Muddy. Jimi Hendrix disse di lui che fu il primo chitarrista che lo impressionò da bambino, «un effetto così forte da spaventarmi». I Cream reinterpretarono Rollin' and Tumblin' nel loro album di debutto, Fresh Cream del 1966, siccome Eric Clapton era grande fan di Muddy, e la sua musica ebbe grande influenza su di lui. La canzone fu reinterpretata anche dai Canned Heat e adattata da Bob Dylan nell'album Modern Times. Il testo di una delle canzoni più celebri dei Led Zeppelin, Whole Lotta Love, si basa su quello della celebre hit di Muddy Waters, You Need Love, composta da Willie Dixon. Quest'ultimo compose alcune delle canzoni più celebri di Waters, come I Just Want to Make Love to You (che divenne grande hit radiofonica di Etta James, e fu ripresa dai Foghat), Hoochie Coochie Man, che fu reinterpretata con successo dalla Allman Brothers Band, e I'm Ready. Nel 1993 Paul Rodgers, pubblicò un album tributo a Waters, dal titolo Muddy Waters Blues, a cui presero parte artisti celebri come Gary Moore, Brian May e Jeff Beck.
Angus Young, del gruppo rock AC/DC, dichiarò l'influenza che Muddy Waters ebbe su di lui; la canzone degli AC/DC You Shook Me All Night Long è infatti ispirata a You Shook Me, brano che fu ripreso anche dai Led Zeppelin nel loro album di debutto.
Varie canzoni di Muddy Waters, sono incluse nella colonna sonora di alcuni film di Martin Scorsese, grande fan del musicista.
Muddy Waters è inoltre citato nella canzone Come Together dei Beatles, e nella canzone Cleaning Windows di Van Morrison.
Ingram Marshall gli ha intitolato una sua composizione.
Altre citazioni a Muddy Waters si possono trovare in differenti media, come film, cartoni animati o show televisivi.

## Premi e onorificenze

### Grammy Awards
| Anno | Categoria                                                          | Titolo                           | Genere | Etichetta | Esito |
| ---- | ------------------------------------------------------------------ | -------------------------------- | ------ | --------- | ----- |
| 1972 | Best Ethnic or Traditional Recording                               | They Call Me Muddy Waters        | Folk   | MCA/Chess | Vinto |
| 1973 | Best Ethnic or Traditional Recording (including traditional blues) | The London Muddy Waters Session  | Folk   | MCA/Chess | Vinto |
| 1975 | Best Ethnic or Traditional Recording                               | The Muddy Waters Woodstock Album | Folk   | MCA/Chess | Vinto |
| 1978 | Best Ethnic or Traditional Recording                               | Hard Again                       | Folk   | Blue Sky  | Vinto |
| 1979 | Best Ethnic or Traditional Recording                               | I'm Ready                        | Folk   | Blue Sky  | Vinto |
| 1980 | Best Ethnic or Traditional Recording                               | Muddy "Mississippi" Waters Live  | Folk   | Blue Sky  | Vinto |

### Rock and Roll Hall of Fame
Alcune sue canzoni sono state inserite nella Rock and Roll Hall of Fame, come brani significativi per la nascita del rock and roll:
| Anno | Titolo              |
| ---- | ------------------- |
| 1950 | Rollin' Stone       |
| 1954 | Hoochie Coochie Man |
| 1955 | Mannish Boy         |
| 1957 | Got My Mojo Working |

### Blues Music Awards
| Anno | Categoria                           | Titolo                                                              | Esito |
| ---- | ----------------------------------- | ------------------------------------------------------------------- | ----- |
| 1994 | Reissue Album of the Year           | The Complete Plantation Recordings                                  | Vinto |
| 1995 | Reissue Album of the Year           | One More Mile                                                       | Vinto |
| 2000 | Traditional Blues Album of the Year | The Lost Tapes of Muddy Waters                                      | Vinto |
| 2002 | Historical Blues Album of the Year  | Fathers and Sons                                                    | Vinto |
| 2006 | Historical Album of the Year        | Hoochie Coochie Man: Complete Chess Recordings, Volume 2, 1952–1958 | Vinto |

### Onorificenze
Muddy Waters è stato inserito nel 1980 nella Blues Foundation Hall of Fame, nel 1987 nella Rock and Roll Hall of Fame e al diciassettesimo posto nella lista dei 100 migliori artisti secondo Rolling Stone. Nel 1992 ha vinto il Grammy Award alla carriera. Nel 1994, gli è stato dedicato il francobollo da 29 centesimi.
| Anno | Titolo                        |
| ---- | ----------------------------- |
| 1980 | Blues Foundation Hall of Fame |
| 1987 | Rock and Roll Hall of Fame    |
| 1992 | Grammy Award alla carriera    |

U.S. Postage Stamp
| Anno | Stamp                        | USA                 | Note |
| ---- | ---------------------------- | ------------------- | ---- |
| 1994 | 29 cents Commemorative stamp | U.S. Postal Service | Foto |

## Discografia

### Album in studio

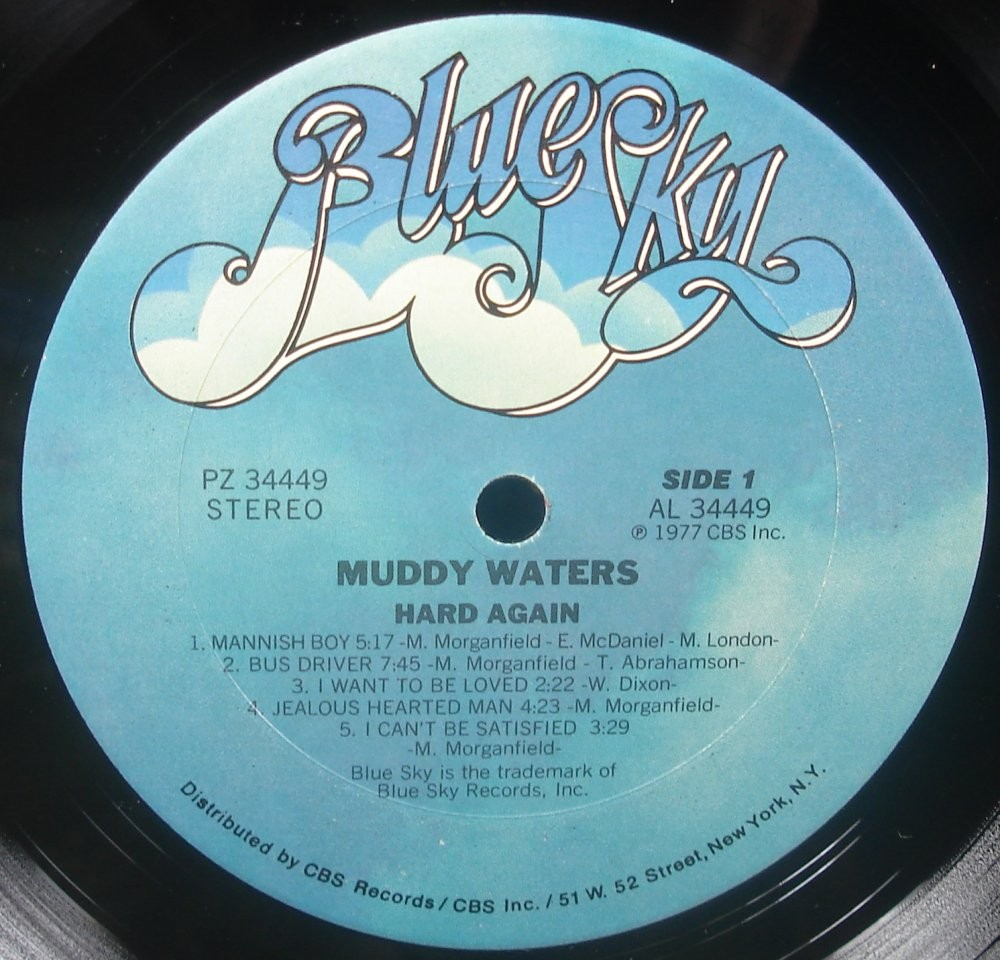
Hard Again

- 1960 - Muddy Waters Sings "Big Bill"
- 1964 - Folk Singer
- 1966 - Muddy, Brass & the Blues
- 1968 - Electric Mud
- 1969 - After the Rain
- 1969 - Fathers and Sons
- 1972 - The London Muddy Waters Sessions
- 1973 - Can't Get No Grindin'
- 1974 - "Unk" in Funk
- 1975 - The Muddy Waters Woodstock Album
- 1977 - Hard Again
- 1978 - I'm Ready
- 1981 - King Bee
- 1983 - Muddy & The Wolf
- 1990 - Muddy Waters [Sonny Lester Collection - LCR 9015]
- 1995 - Muddy Waters [Black Label Inc. BLCD 2010]
- 1997 - Paris, 1972
- 1997 - Goin' Back
- 1999 - A Tribute to Muddy Waters King of The Blues
- 1999 - Hoochie Coochie Man
- 2001 - Hoochie Coochie Man [1964, 1982, 1985, 1996 - Sonny Lester Collection]

### Collaborazioni
- 1961 - Broken Soul Blues (con Memphis Slim)
- 1964 - The Blues of Otis Spann (con Otis Spann)
- 1965 - The Blues Never Die! (con Otis Spann)
- 1966 - Big Mama Thornton with the Muddy Waters Blues Band – 1966 (con Big Mama Thornton)
- 1966 - Live at the Cafe au Go-Go (con John Lee Hooker)
- 1967 - Blues Is Where It's At (con Otis Spann)
- 1967 - Super Blues (con Bo Diddley & Little Walter)
- 1968 - The Super Super Blues Band (con Bo Diddley & Howlin' Wolf)
- 1968 - The Bottom of the Blues (con Otis Spann)
- 1968 - George Smith & the Chicago Blues Band — A Tribute to Little Walter (con George "Harmonica" Smith)
- 1969 - Luther "Georgia Boy Snake" Johnson with the Muddy Waters Blues Band (con Luther "Snake Boy" Johnson)
- 1969 - Come On Home (con Luther "Snake Boy" Johnson)
- 1974 - London Revisited (con Howlin' Wolf)
- 1997 - Live the Life (con Otis Spann)
- 2007 - Breakin' It Up, Breakin' It Down (con James Cotton & Johnny Winter)